# Josep Ignasi Barraquer i Moner
Josep-Ignasi Barraquer i Moner (Barcelona, 24 de gener de 1916 - Bogotà, 13 de febrer de 1998) fou un metge oftalmòleg, primer fill d'Ignasi Barraquer Barraquer. Es va llicenciar en medicina i cirurgia el 1940, i es doctorà a Madrid el 1952. Va treballar amb el seu pare a l'Institut Barraquer de Barcelona, del qual fou vicepresident (1947-54). El 1953, es traslladà a Bogotà, on fou director d'oftalmologia (1958-66) a l'Instituto Federico Lleras Acosta i on fundà, el 1964, l'Instituto Oftalmológico de las Américas i, el 1968, l'Instituto Barraquer de Bogotà. Va crear diversos instruments i tècniques quirúrgiques com la queratoplàstia refractiva.